# Graux (Belgique)
Pour les articles homonymes, voir Graux.
Graux (en wallon Grå) est un village de Wallonie situé dans l'Entre-Sambre-et-Meuse. Sis entre Saint-Gérard et Mettet il est administrativement rattaché à la commune de Mettet en province de Namur (Belgique). C'était une commune à part entière avant la fusion des communes de 1977.

## Évolution démographique
- Source: DGS, 1831 à 1970=recensements population, 1976= habitants au 31 décembre

## Patrimoine
- Eglise Saint-Martin. Edifice gothique datant du XVIe siècle et sensiblement remanié au XIXe siècle et la tour date de 1878 est de style néo-gothique[1].
- Presbytère, rue de l'Eglise, datant du 3e quart du XVIIIe siècle[2].
- Ferme Frennet, rue de Mettet. Située au centre du village. Datant du dernier quart du XVIIIe siècle[3].
- Ferme de la Cour, anciennement de la Thour, rue de Mettet. Le corps de logis datant de la 1re moitié du XVIIIe siècle[4].
- Chapelle Saint-Roch, située rue Saint-Roch. Petit sanctuaire daté de 1635 et reconstruit en 1866[5].